# Parla col cuore
Parla col cuore è un album/raccolta dei Ricchi e Poveri, contenente sei brani inediti e alcuni successi che hanno fatto la storia del gruppo, pubblicato nel 1999 dalla BMA (Banda Musicale Artigiana) e distribuito dalla RTI Music.

## Descrizione
I brani inediti sono stati scritti principalmente dal trio, con la collaborazione di Fabrizio Berlincioni e Mario Natale. I pezzi nuovi maggiormente promossi sono Ciao ciao e la title track Parla col cuore. I pezzi storici, invece, sono stati attualizzati negli arrangiamenti. L'esecuzione dei brani è caratterizzata, inoltre, da un aspetto sempre presente nelle loro canzoni, soprattutto in quelle degli anni settanta: l'intreccio armonico delle loro voci.
Il disco viene presentato per la prima volta in radio nella trasmissione di Dario Salvatori Per noi, in onda su Rai Radio 1, e in televisione durante una puntata del rotocalco di Rai 1 La vita in diretta, condotto da Michele Cucuzza.
L'album viene distribuito anche in Austria, Germania e Svizzera dall'etichetta Koch Records, che fa uscire in Austria anche i singoli Ciao ciao e Mai dire mai.
Parla col cuore viene ristampato nel 2008.

## Tracce
1. Ciao ciao – 3:59 (Angelo Sotgiu - Mario Natale - Fabrizio Berlincioni)
2. Se m'innamoro – 4:41 (Cristiano Minellono - Dario Farina)
3. Il meglio di noi – 3:50 (Franco Gatti - Fabrizio Berlincioni)
4. Come vorrei – 4:30 (Cristiano Minellono - Dario Farina)
5. Mamma Maria – 3:05 (Cristiano Minellono - Dario Farina)
6. Parla col cuore – 4:21 (Angelo Sotgiu - Mario Natale - Fabrizio Berlincioni)
7. La prima cosa bella – 3:31 (Mogol - Nicola Di Bari - Gian Franco Reverberi)
8. Se mi ami – 4:34 (Mario Natale - Gianluca Scontrino - Fabrizio Berlincioni)
9. Che sarà – 3:14 (Franco Migliacci - Jimmy Fontana - Italo Greco - Carlo Pes)
10. Sarà perché ti amo – 4:02 (Enzo Ghinazzi - Daniele Pace - Dario Farina)
11. M'innamoro di te – 4:43 (Cristiano Minellono - Dario Farina)
12. Mai dire mai – 4:07 (Angelo Sotgiu - Fabrizio Berlincioni)
13. Made in Italy – 3:51 (Cristiano Minellono - Gian Piero Reverberi - Dario Farina)
14. La stella che vuoi – 4:04 (Angelo Sotgiu - Fabrizio Berlincioni)

## Formazione
Musicisti
- Ricchi e Poveri (Angela Brambati, Angelo Sotgiu, Franco Gatti) - voci
- Massimo Varini - chitarra
- Paolo Costa - basso
- Lele Melotti - batteria, percussioni
- Giorgio Cocilovo - chitarra
- Renato Rosset - pianoforte
- Mario Natale - tastiera, programmazione

Produzione
- "Hyde Park", Vimodrone (Milano) - studio di registrazione e realizzazione
- "Nautilus", Milano - master
- Mario Natale - produzione artistica e arrangiamenti
- Giorgio Tani - manager e produttore esecutivo per BMA
- BMA - Banda Musicale Artigiana - edizioni musicali e produzione

## Dettagli pubblicazione
| Paese  | Data | Etichetta                | Formato | Nº Catalogo |
| ------ | ---- | ------------------------ | ------- | ----------- |
| Italia | 1999 | Banda Musicale Artigiana | CD      | NR 21354    |

Pubblicazione & Copyright: 1999 - BMA - Banda Musicale Artigiana - Genova.

Distribuzione: RTI Music - Milano.